# Գ
Gim, Kim o K'im (mayúscula: Գ, minúscula: գ; en armenio: գիմ) es la tercera letra del alfabeto armenio, que representa la explosiva velar sonora /g/ en armenio oriental y la explosiva velar sorda aspirada /kʰ/ en armenio occidental. Normalmente se romaniza con la letra G.
Era parte del alfabeto creado por Mesrop Mashtots en el siglo V d. C. En el sistema de numeración armenio, tiene un valor de 3.

## Códigos de caracteres
| Carácter      | Գ                           | Գ                           | գ                         | գ                         |
| ------------- | --------------------------- | --------------------------- | ------------------------- | ------------------------- |
| Unicode       | ARMENIAN CAPITAL LETTER GIM | ARMENIAN CAPITAL LETTER GIM | ARMENIAN SMALL LETTER GIM | ARMENIAN SMALL LETTER GIM |
| Codificación  | decimal                     | hex                         | decimal                   | hex                       |
| Unicode       | 1331                        | U+0533                      | 1379                      | U+0563                    |
| UTF-8         | 212 179                     | D4 B3                       | 213 163                   | D5 A3                     |
| Ref. numérica | &#1331;                     | &#x533;                     | &#1379;                   | &#x563;                   |

## Galería

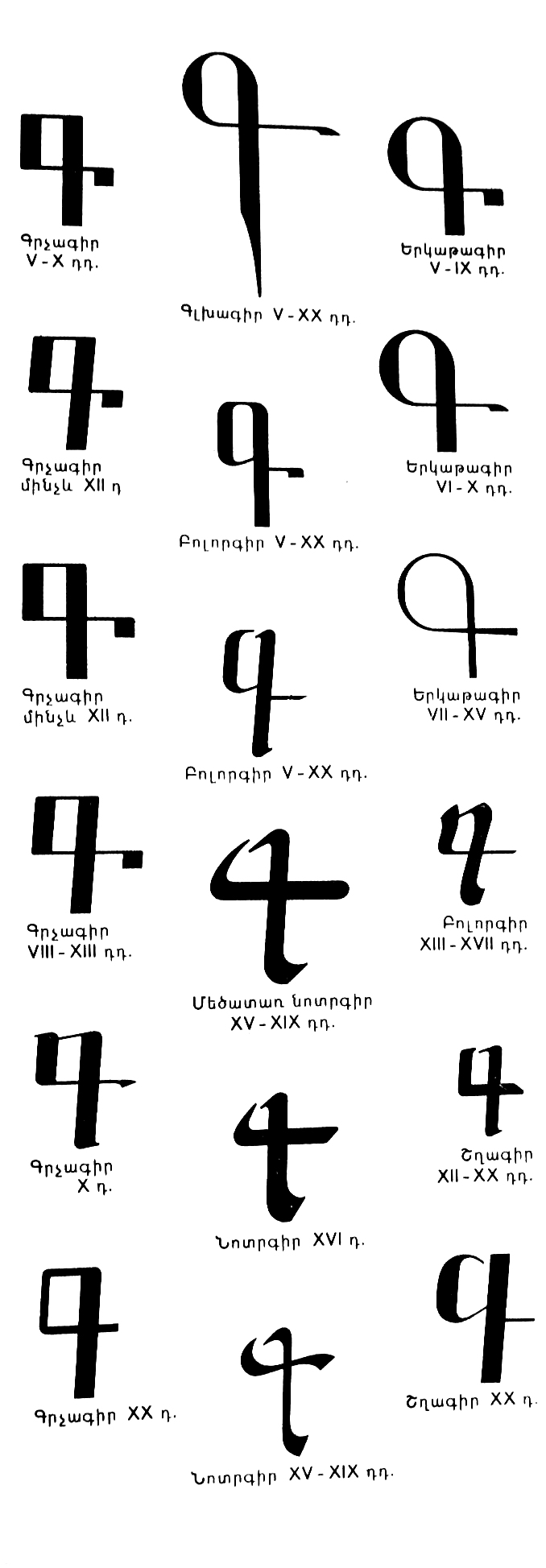
Varias fuentes históricas

Erkat'agir redondeada
Erkat'agir angular
Bolorgir
Notrgir
Shghagir
Forma tipográfica
Forma manuscrita
Armenio occidental
Armenio oriental
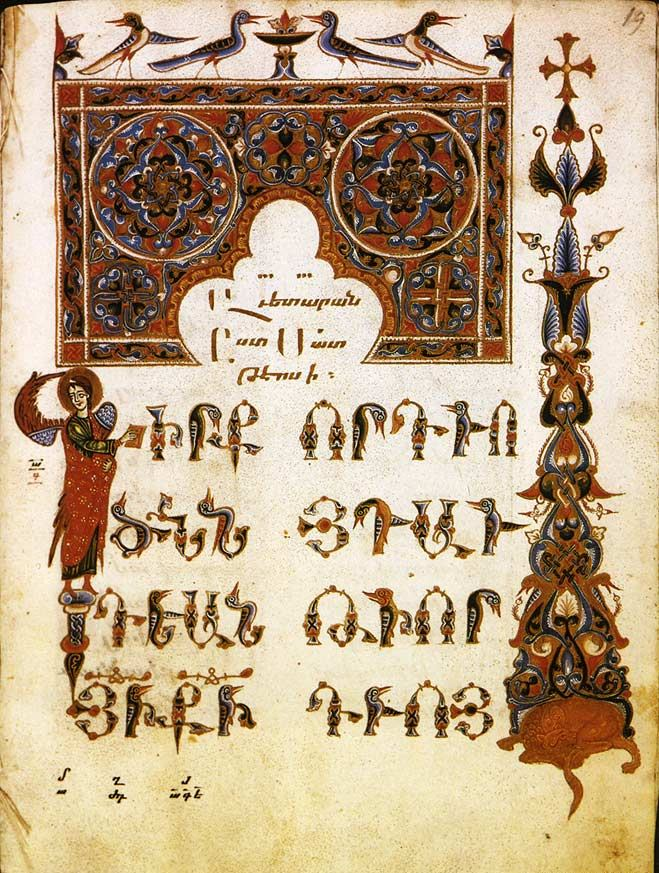
Letra mayúscula «Gim» en un manuscrito del siglo XIII